# باناجيوتيس ستاماتاكيس
باناجيوتيس أنتونيو ستاماتاكيس (1835-1885) هو عالم آثار يوناني. يُشاد به لدوره في الإشراف على حفريات هاينريش شليمان في ميسيناي في عام 1876، ودوره في تسجيل البقايا الأثرية والحفاظ عليها في الموقع.
توصف معظم حياة ستاماتاكيس المبكرة بالغموض، إذ ولد في قرية فارفيتسا في لاكونيا، ولم يتلق أي تعليم جامعي أو تدريب أثري رسمي. عُيّن موظفًا في وزارة الشؤون الدينية والتعليم العام اليونانية في عام 1863، وعُيّن في عام 1866 مساعدًا لباناجيوتيس إفستراتياديس الإيفور العام للآثار الذي تولى مهمة الخدمة الأثرية اليونانية. على مدى العقدين التاليين، سافر ستاماتاكيس وأجرى العديد من الحفريات على نطاق واسع في جميع أنحاء اليونان. كان دوره الرئيسي مسؤولًا متنقلًا، أو «رسول»، يعمل بشكل مختلف في الخدمة الأثرية والجمعية الأثرية في أثينا. بهذه الصفة، حقق في جرائم الآثار وأسس مجموعة من المتاحف في جميع أنحاء اليونان. تركز عمله بشكل خاص في منطقة بويوتيا، حيث عمل على التنقيب في تاناجرا وخيرونيا وثيسبيان، وأنشأ المتحف الأثري في طيبة.
بين عامي 1876 و 1877، فوض إفستراتياديس ستاماتاكيس لتمثيل الحكومة اليونانية والجمعية الأثرية في حفريات ميسيناي، التي تولى هاينريش شليمان مهمة إجرائها نيابة عن المجتمع. لم يثق إفستراتياديس وستاماتاكيس في نزاهة شليمان، وكثيرًا ما عارض ستاماتاكيس منهجية شليمان، التي لم تهتم كثيرًا بحفظ السجلات الدقيقة أو الحفاظ على المواد الثقافية التي اعتبرها شليمان غير مثيرة للاهتمام. بعد رحيل شليمان من ميسيناي في أواخر عام 1876، اكتشف ستاماتاكيس مقابر إضافية في الموقع، وأكمل الحفريات ونظم المعرض العام لاكتشافاته.
جرت ترقية ستاماتاكيس إلى إيفور عام في عام 1884. بعد وفاته المبكرة في عام 1885، نُسيت معظم أعماله إلى حد كبير، وبقيت معظم حفرياته غير منشورة. أُجريت عمليات إعادة تقييم حديثة للحفريات في ميسيناي، مدفوعة إلى حد كبير بإعادة اكتشاف دفاتر ستاماتاكيس من الموقع في أوائل القرن الواحد والعشرين، ما أدى بدوره إلى إعادة تقييم أهمية حفريات ميسيناي وعلم الآثار اليوناني، ووُصف بأنه «أحد أعظم علماء الآثار اليونانيين في القرن التاسع عشر».

## حياته ومسيرته المهنية
ولد باناجيوتيس أنتونيو ستاماتاكيس في قرية فارفيتسا في لاكونيا؛ والده هو أنطونيوس. لا يُعرف الكثير عن حياة ستاماتاكيس المبكرة سوى أنه التحق بمدرسة فارفيتسا الديموطيقية، التي لم يكن بها سوى فصل واحد من الطلاب، و تخرج في 6 يوليو 1845. لم يتلق أي تعليم جامعي، ويبدو أن معظم ما يعرفه عن علم الآثار تعلمه ذاتيًا. في عام 1863، أصبح سكرتيرًا لوزارة الشؤون الدينية والتعليم العام اليونانية، ذهب إلى جزيرة ميلوس في عام 1864، حيث التقى بسارق قبور اسمه نوستراكي ونقل لوحة من العصر الروماني حفرها هناك إلى أثينا، وبين نوفمبر وديسمبر 1864، اشترى عدة قطع أثرية منهوبة من ميلوس، بما في ذلك العملات المعدنية وأعمال التماثيل والفخار ونقلها إلى أثينا.
في يناير 1866، جرى تعيين ستاماتاكيس مساعدًا لباناجيوتيس إفستراتياديس الإيفور العام للآثار الذي تولى مهمة الخدمة الأثرية اليونانية. أُرسل ستاماتاكيس على الفور إلى إسبرطة، حيث أبلغ في 27 يونيو عن اكتشاف تمثال قديم جرى حفره وإخفائه بشكل غير قانوني في منزل أحد التجار. أدى اليمين القانونية للعمل موظفًا مدنيًا في 28 يوليو. تمثلت مهمته الأساسية بتسجيل الآثار الخاصة لتمكين دائرة الآثار من فهم عدد الاكتشافات القديمة التي جرى اكتشافها حتى الآن وحالتها. انضم إلى الجمعية الأثرية في أثينا، وهي مجتمع متعلم له دور بارز في التنقيب عن الآثار القديمة والحفاظ عليها، في 14 نوفمبر 1867 وأُعفي من دفع رسوم عضويته حتى عام 1871 بسبب محدودية موارده المالية.
في عام 1867، أشرف على الحفريات في أثينا، وفي عام 1868، بدأ حملة سفر لرصد الحفريات وجرائم الآثار في جميع أنحاء اليونان، وسافر إلى طيبة وبلاتا وكايرونيا في بويوتيا. بين عامي 1870 و 1885، كان ستاماتاكيس المسؤول الأثري اليوناني الوحيد المسؤول عن حماية التراث خارج أثينا. خلال حياته المهنية المبكرة، يبدو أن ستاماتاكيس واجه صعوبات مالية، وطلب دفع راتبه عن شهر أغسطس 1866 لشخص اسمه أبوستولوس فيروبولوس، الذي يُحتمل أن يكون دائنه، وفي 15 أبريل 1868 قاضاه دائن بسبب دين غير مسدد قدره خمسون دراخما. في 24 ديسمبر 1869، جرت مصادرة راتبه مؤقتًا بأمر من المحكمة لدفع دين قدره 270 دراخما. بعد ذلك بوقت قصير، في 28 ديسمبر، وافق ديميتريوس سارافاس، الوزير المسؤول عن خدمة الآثار، على دفع 50 دراخما إلى ستاماتاكيس مقابل «خدمة استثنائية للعمل في الآثار».
في عام 1871، عمل ستاماتاكيس مساعدًا في المكتب الأثري لوزارة التعليم، تلقى دعوة من الجمعية الأثرية ليصبح باحثًا متجولًا، أو ما يُعرف باسم «الرسول»، لتأدية عمله. تمثل جزء كبير من دوره بإقناع المواطنين بتسليم الآثار التي حُفرت بشكل غير قانوني. أدى النهج الذي اتبعه في هذا الصدد، والذي وصف لاحقًا بأنه «لا يكل في عمله ولا يتوانى عن أداء واجباته ولا يتهاون في المسائل الأخلاقية»، إلى إنشاء مجموعات أثرية عامة في جميع أنحاء اليونان، وشكل أساس العديد من المتاحف الأثرية المستقبلية، بما في ذلك تلك الموجودة في طيبة وكايرونيا وثيسبيان وتاناجرا، وهي أول مجموعات من هذا القبيل في بويوتيا. في 1872، أُرسل إلى لاكونيا لفهرسة مجموعات الآثار على انفراد؛ وكانت هذه هي المرة الأولى التي يعمل فيها عالم آثار محترف في المنطقة.
في 15 مارس 1875، منحته دائرة الآثار منصب إيفور منطقة بيلوبينيز، الأمر الذي ساهم في ترقية رتبته آنذاك. في المرسوم الملكي الذي عينه في منصبه، أُدرج ستاماتاكيس كذلك طالب دراسات عليا في جامعة أثينا، على الرغم من أنه ربما حضر محاضرات هناك بشكل غير رسمي بدلًا من التسجيل رسميًا. بحلول 2 أغسطس، نُقل ليكون مسؤولًا عن منطقة وسط اليونان. خلال العام ذاته، أنشأ المتحف الأثري في إسبرطة، والذي تضمن مجموعته التي تألفت إلى حد كبير من القطع الأثرية التي جرى التنقيب عنها بشكل غير قانوني والتي عُثر عليها خلال فترة وجوده في لاكونيا. قدم استقالته من دائرة الآثار في 10 أبريل -وفقًا لبتراكوس، للمرة الرابعة أو الخامسة- احتجاجًا على معاملة رؤسائه له، ولكنه تراجع عن ذلك وعاد إلى أثينا بحلول 14 أبريل. أعيد تعيينه على الفور في أتيكا، حيث أُرسل إلى ميرينتا لشراء نقوش للدولة؛ وقدم تقريره من هناك في 24 أبريل.